# Wysocice (gromada)
Wysocice – dawna gromada, czyli najmniejsza jednostka podziału terytorialnego Polskiej Rzeczypospolitej Ludowej w latach 1954–1972.
Gromady, z gromadzkimi radami narodowymi (GRN) jako organami władzy najniższego stopnia na wsi, funkcjonowały od reformy reorganizującej administrację wiejską przeprowadzonej jesienią 1954 do momentu ich zniesienia z dniem 1 stycznia 1973, tym samym wypierając organizację gminną w latach 1954–1972.
Gromadę Wysocice z siedzibą GRN w Wysocicach utworzono – jako jedną z 8759 gromad na obszarze Polski – w powiecie miechowskim w woj. krakowskim, na mocy uchwały nr 24/IV/54 WRN w Krakowie z dnia 6 października 1954. W skład jednostki weszły obszary dotychczasowych gromad Wysocice i Żarnowica ze zniesionej gminy Rzerzuśnia w tymże powiecie oraz Gołyszyn i Laski Dworskie (bez przysiółka Poręba Laskowska) ze zniesionej gminy Minoga w powiecie olkuskim. Dla gromady ustalono 14 członków gromadzkiej rady narodowej.
30 czerwca 1960 do gromady Wysocice przyłączono wieś Czaple Małe ze zniesionej gromady Czaple Małe.
1 stycznia 1969 z gromady Wysocice wyłączono wieś Gołyszyn włączając ją do gromady Minoga w powiecie olkuskim w tymże województwie, po czym gromadę Wysocice zniesiono włączając jej (pozostały) obszar do gromad Gołcza (wsie Czaple Małe i Żarnowica) i Sieciechowice (wsie Laski Dworskie i Wysocice) w powiecie miechowskim.